# Liste der Bischöfe von Thetford
Die Liste der Bischöfe von Thetford ist nach der Minderstadt von Thetford, Norfolk, England benannt.

## Diözesanbischöfe von Thetford
Die Gründung der Diözese begann als Herfast im Jahr 1075 von Elmham nach Thetford kam.
| Liste der Diözesanbischöfe von Thetford     | Liste der Diözesanbischöfe von Thetford | Liste der Diözesanbischöfe von Thetford | Liste der Diözesanbischöfe von Thetford               |
| Von                                         | Bis                                     | Name                                    | Anmerkungen                                           |
| ------------------------------------------- | --------------------------------------- | --------------------------------------- | ----------------------------------------------------- |
| 1075                                        | 1084                                    | Herfast                                 | vorher Lordkanzler von England und Bischof von Elmham |
| 1085                                        | 1091                                    | William de Beaufeu                      |                                                       |
| 1091                                        | 1094/95                                 | Herbert de Losinga                      | danach Bischof von Norwich                            |
| Übergang an Norwich im Jahr 1094 oder 1095. |                                         |                                         |                                                       |

## Weihbischöfe von Thetford
Die folgende Liste stellt die bischöflichen Titelträger der Church of England, der Diözese Norwich, in der Province of Canterbury dar. Der Titel wurde im Rahmen des Suffragan Bishops Act 1534 wiederbelebt.
| Liste der Weihbischöfe von Thetford | Liste der Weihbischöfe von Thetford | Liste der Weihbischöfe von Thetford | Liste der Weihbischöfe von Thetford |
| Von                                 | Bis                                 | Name                                | Anmerkungen                         |
| ----------------------------------- | ----------------------------------- | ----------------------------------- | ----------------------------------- |
| 1536                                | 1570                                | John Salisbury                      | danach Bischof von Sodor und Man    |
| 1570                                | 1894                                | Abeyance                            | Abeyance                            |
| 1894                                | 1903                                | Arthur Lloyd                        | danach Bischof von Newcastle        |
| 1903                                | 1926                                | John Bowers                         |                                     |
| 1926                                | 1945                                | nicht besetzt                       | nicht besetzt                       |
| 1945                                | 1953                                | John Woodhouse                      |                                     |
| 1953                                | 1963                                | Martin Leonard                      |                                     |
| 1963                                | 1977                                | Eric Cordingly                      |                                     |
| 1977                                | 1981                                | Hugh Blackburne                     |                                     |
| 1981                                | 1992                                | Timothy Dudley-Smith                |                                     |
| 1992                                | 2001                                | Hugo de Waal                        |                                     |
| 2001                                | 2009                                | David Atkinson                      |                                     |
| 2009                                | 2023                                | Alan Winton                         |                                     |
| 2023                                | Gegenwart                           | Ian Bishop                          |                                     |